# Toborzás, 1. rész
A Toborzás két feles epizódja 'A holnap legendái' 2016-os sorozatának, rendezte Glen Winter.

## Szereplők

### Főszereplők
| Karakter                   | Színész          | Magyar hang        |
| -------------------------- | ---------------- | ------------------ |
| Dr. Martin Stein           | Victor Garber    | Kőszegi Ákos       |
| Ray Palmer/Az Atom         | Brandon Routh    | Pál Tamás          |
| Rip Hunter                 | Arthur Darvill   | Makranczi Zalán    |
| Sara Lance/Fehér Kanári    | Caity Lotz       | Nemes Takách Kata  |
| Jefferson Jackson/Tűzvihar | Franz Drameh     | Sándor Péter       |
| Kendra Saunders/Sólyomlány | Ciara Renée      | Bogdányi Titanilla |
| Carter Hall/Sólyomember    | Falk Hentschel   | Posta Victor       |
| Gideon                     | Amy Pemberton    | Balogh Anikó       |
| Mick Rory/Hőhullám         | Dominic Purcell  | László Zsolt       |
| Leonard Snart/Fagykapitány | Wentworth Miller | Hevér Gábor        |

### Vendégszereplők
| Karakter                | Színész             | Magyar hang    |
| ----------------------- | ------------------- | -------------- |
| Oliver Queen/Zöld íjász | Stephen Amell       | Bozsó Péter    |
| Laurel Lance            | Katie Cassidy       | Bognár Anna    |
| Vandal Savage           | Casper Crump        | Bolla Róbert   |
| Dr. Aldus Boardman      | Peter Francis James | Laklóth Aladár |
| Jonas                   | Kiefer O'Reilly     | ?              |